# Анна Раєцька
Анна Раєцька (1760, Варшава — 1832, Париж) — польська портретистка і пастелістка. Її також називали мадам Го Голь де Сен-Жермен.

## Біографія
Анна Раєцька народилася близько 762 року у родині художника-портретиста на ім'я Юзеф Раєцький. Виховувалася як протеже короля Польщі Станіслава Августа Понятовського. Спочатку вважалося, що вона була його незаконнонародженою дочкою, а згодом — його коханкою. У 1783 році вона була зарахована на його кошти в художню школу для жінок в Луврі в Парижі. Навчалася у Людвіка Марто та Марчелло Баччареллі у Варшаві; Жан-Батист Грез і, можливо, Елізабет Віге Ле Брун у Парижі. Хоча згодом вона стала частиною кола, що оточує Жака-Луї Давида, вона не брала у нього уроків.

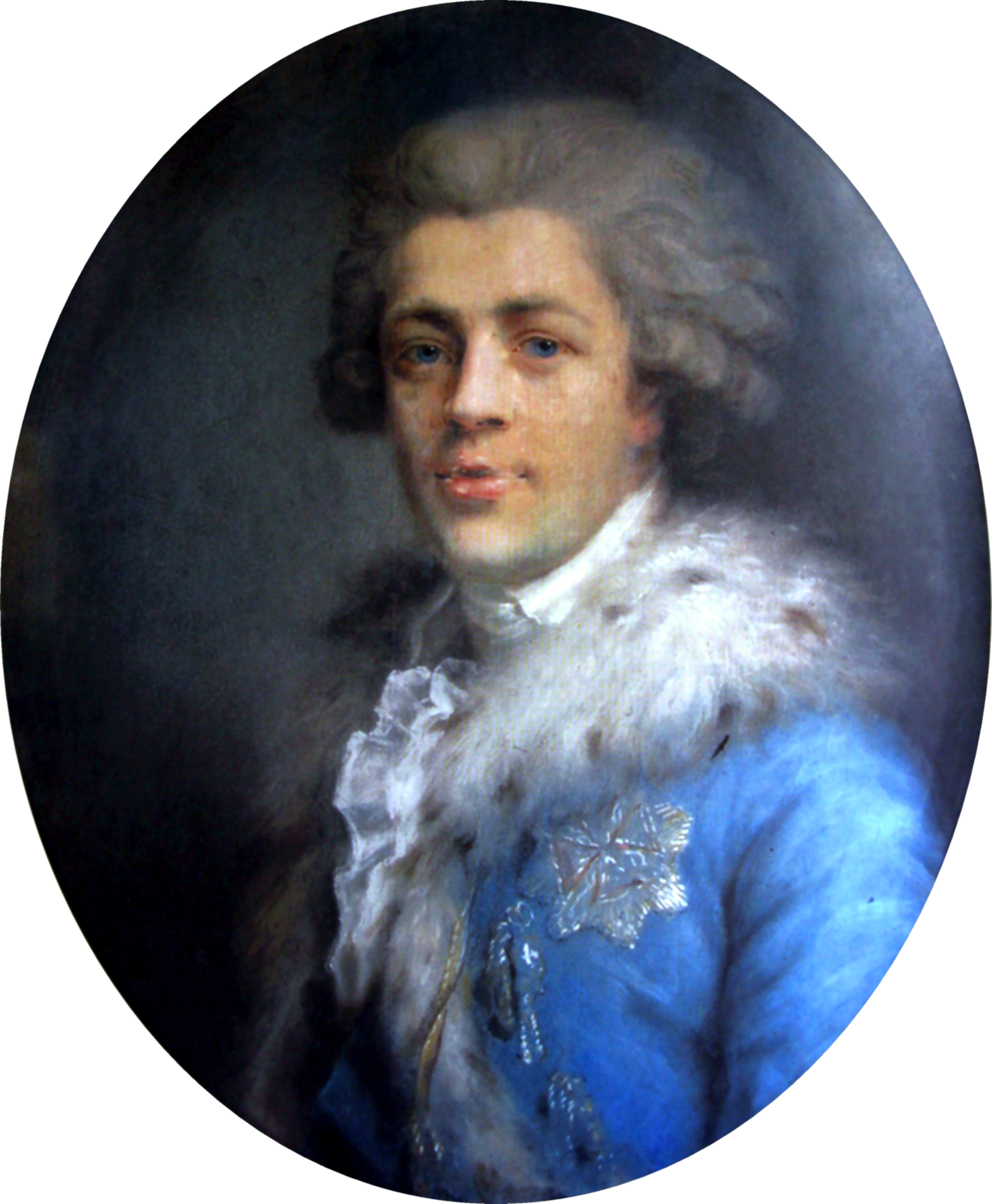
Портрет Ігнація Потоцького, 1784

Мета польського короля в оплаті її навчання полягала в тому, що вона повинна повернутися до Польщі та стати професором мистецтва, але вона вирішила залишитися в Парижі після одруження з мініатюристом П'єром-Марі Го де Сен-Жерменом у 1788 році. Вона стала першою польською жінкою, яка представляла свою роботу в Салоні в 1791 році, і продовжувала отримувати підтримку від короля до 1792 року. Незважаючи на те, що вона відправила багато картин назад до Варшави, Бакчареллі вважав, що мало хто з них був вартим додавання до Королівської колекції.

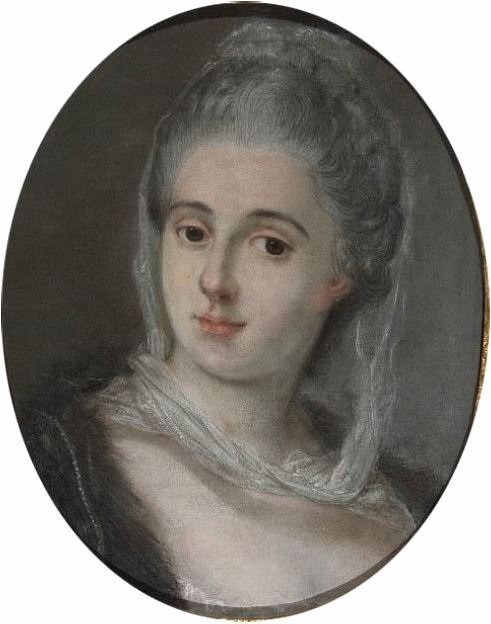
Портрет Ізабелли Понятовської

Вона написала картини польського королівського двору і в Парижі отримала численні замовлення від місцевої аристократі.
Під час правління терору вона втекла з Парижа в Клермон-Ферран. Інформація про цей період її життя мізерна, але через багато років вона повернулася до Парижа і, як кажуть, осліпла приблизно в 1824 році.